# Chabuata violacea
Chabuata violacea là một loài bướm đêm trong họ Noctuidae.